# Hegedűs István (klasszika-filológus)
Hegedűs István (Kolozsvár, 1848. szeptember 7. – Orosháza, 1925. december 31.) magyar klasszika-filológus, esztéta, műfordító, egyetemi tanár; a Magyar Tudományos Akadémia tagja (levelező: 1896; rendes: 1910), a Kisfaludy Társaság tagja. Az ELTE Bölcsészettudományi Kar egykori dékánja.

## Pályája
Magyarzsákodi Hegedűs Sándor ügyvéd és kövendi Várady Anna fia. Apja a szabadságharc idején hadbíróként működött, utána egy mezőségi faluban húzta meg magát, ügyvédi tevékenységet már nem folytatott. Hegedűs István gimnáziumi tanulmányait a kolozsvári református kollégiumban végezte. 1868-ban apja meghalt, ezután a családot a kolozsvári kollégium híres történelemtanára, Sámi László segítette. Hegedűs István a budapesti ev. ref. teológiai akadémia növendéke lett. Innen előbb a berlini, később a lipcsei egyetemre ment, időközben beutazta Németország nevezetesebb városait. 1872-ben újból szülővárosába került, ahol a kollégium klasszika-filológia segédtanára, 1873-ban rendes tanára, 1881-ben pedig a kollégium igazgatója lett. 1886-ban habilitáltatta magát a kolozsvári egyetemen esztétikából. 1887-ben az egyetem klasszika-filológiai rendes tanárának nevezték ki, 1890 végétől 1919-ig pedig a budapesti egyetemen szintén a klasszika-filológia rendes tanáraként működött.
1893-ban tagjául választotta a Kisfaludy Társaság. Titkára volt a kolozsvári iparfejlesztő egyletnek és a múzeumegylet bölcsészet-, nyelv- és történettudományi szakosztályának, melynek Értesítőjét is szerkesztette. Foglalkozott összehasonlító mitológiával, ezért megtanulta a szanszkrit nyelvet, később pedig az újgörögöt.
Cikkei, költeményei, műfordításai a Szépirodalmi Közlönyben (1870. Gondolattöredékek a drámáról), a Protestáns Tudományos Szemlében (A katholicismus jelene és jövője. A keresztyénség átalakulásairól, II. 1870. Schleiermacher, Spinoza nyilatkozata a Krisztusról), a Vasárnapi Ujságban (1871–1873. versek Victor Hugo, Shelley és Longfellow után, 1881., 1884. Emlékezés Majláth Henriettere. 1891., 1893. költ.), a Figyelőben (1871. Ujabb kor iránya és az irodalom), a Fővárosi Lapokban (1871. A «West-östlicher Diván», 1872. Berlini levelek, Lipcsei tárczák, Müncheni tárczák, 1874. A dal hatalma, Pindar után, 1884. Arany «Katalin»-ja és ennek forrása, 1886. Az erdélyi múzeum-egyletről és költ., 1891. Megemlékezés Ábel Jenőről, 1891. költ., 1893. Élet és irodalom), a Magyar Polgárban (1872. 118-128. sz. Saissy előadásai, 1880. 78. sz. Goethe Iphigeniája a magyar szinpadon, 102. sz. Arany János «Aristophanes»-éről, 1884. 239. sz. Emlékbeszéd Sámi László felett), az Erdélyi Protestáns Közlönyben (1874. Pestalozzi előtt és után, 1886. Bélteki Ferenc stb., 1890. Az élet eszmény nélkül, 1893. Pásztor-kút), az Athenaeumban (1874. Sappho, Aphroditéhez), A Honban (1874. 52., 53., 55. sz. A görög idealismus a művészetben), a kolozsvári ev. ref. főtanoda Értesítőjében (1876. Apáczai Csere János beszéde az iskolák igen nagy szükségéről és azon okokról, melyek miatt azok a magyaroknál elpusztult állapotban vannak 1656. ford., 1881. Igazgatói megnyitó- és záróbeszéd, 1883. Török István hivatalba igtatásakor mondott beszéd), a Keletben (1878. 81., 82. sz. Friedrich Schiller «Wallenstein»-ja), az Erdélyi Muzeumban (V. 1879. Epikuros tana az örök megsemmisülésről), a Kisfaludy-társaság Évlapjaiban (Uj F. XV. 1879-80. Euripides és Goethe Iphigeniája. XXVIII. 1895. Janus Pannonius, székfoglaló 1894. jan. 31.), az Ellenzékben (1880. 13. sz. Egy kolozsvári műteremben, látogatás Melka Vinczénél, 1881. könyvismertetés, 1883. 237. sz. Antiszemiták, 1889. 33-ik szám könyvismertetés), a Havi Szemlében (VII. 1880. költemény), a Család és Iskolában (1881. Br. Eötvös József emlékezete sat.), a Nemzetben (1883. 326-328. sz. Plautus «Trinummus»-a és Lessing «Schatz»-a, 1889. 355. sz. Goethe és Byron Prometheusa, 1892. 108. sz. Kérdések kérdése, 1894. 124. sz. Jósika Miklós autograf-albuma, 155. sz. Jósika Miklós emlékezete), az Elet és Irodalomban (1884. költemények Bayard név alatt és vegyes czikkek), az Erdélyi Muzeum-egylet Kiadványaiban (I. 1884. Arany «Fülemile» pöre, Pindaros IV. pythiai odája, Bánk-bán jelleméről, II. 1885. A tragicum lényege és a görög tragicusok, III. 1886. Polemia a tragicum kérdése felett, Aiskhylos  Persák cz. tragédiája, V. 1888. Egy lap az összehasonlító irodalomtörténetből, A testvérgyűlölség tragikuma Aiskhylosnál, Euripidesnél és Schillernél), a Tanáregylet Közlönyében (XVIII. 1884-85. A helyi tanterv, X1X. 1886. Még egyszer a latin nyelv kérdéséhez, XIX. 1886-87. Még egy szó kartársaimhoz), a Budapesti Szemlében (1884. költ. Tennyson után ford., 1891. Egy adoma vándorútja, pár szó Arany Fülemiléjéről, 1892. Tennyson költ., Janus Pannonius elegiája anyja haláláról. latinból, 1893. Tennyson költ.), a Keresztény Magvetőben (1885. Delpit és Tompa két költeménye), a M. Salonban (VII. 1887. költ.). az Erdélyi Hiradóban (1888. Coppée Fr. költem., ford., 68-70. A görög hazaszeretet, 119. sz. Mátyás király, 1889. 35. sz. könyvism.), az Egyetemes Philologiai Közlönyben (1889. Bevezetés Aiskhylos Orestiájához, 1892. Persius, 1893. Thukydides műve keletkezésének idejéről, 1893. Seneca mint drámaíró, 1894. könyvism.), a Kelet Virágaiban (1890. Quinet Prometheusa), az Erdélyi Muzeumban (VII. 1890. Shelley és Ackermann, IX. 1892. Aiskhylos Leláncolt Prometheusából, Horatius Ars poeticája), a Budapesti Hirlapban (1892, 265. sz. Janus Pannonius), az Egyetértésben (1892. 73. sz. A görög nyelv és az egységes középiskola), a Prot. Egyh. és Iskolai Lapban (1892. A kolozsvári theologiai fakultás, költ. stb.), a Hajnal c. belmissiói folyóiratban (1894. A Miatyánk képben), az Athenaeumban (1894. Lucretius Carus, felolvastatott a magyar tudományos akadémiában); az Irodalomtörténeti Közleményekben (az első évfolyamtól kezdve rendszeresen).
A kolozsvári Petőfi Múzeumban Petőfi tizenegy költeményét közölte latin műfordításban. Írt még sok vezércikket, apróbb tárcát, premierekről színi bírálatokat és könyvismertetéseket is.

## Munkái
- Emlékbeszéd hidvégi gróf Mikó Imre felett (Kolozsvár, 1876)
- A hellen eszmék és a keresztyénség (Kolozsvár, 1878, Erdélyi Muzeumegylet Évkönyvei II. 7.)
- Utilismus a nevelésben (Budapest, 1879)
- Költemények (Budapest, 1881)
- Hermann és Dorothea. Goethe után ford. (Budapest, 1881, Olcsó Könyvtár 116.)
- A költő leánya, drámai költemény. (Kolozsvár, 1881)
- Wallenstein halála, szomorújáték 5 felvonásban. Friedrich Schiller után ford. (Budapest, 1883, Olcsó Könyvtár 164.)
- Két Iphigenia. Kézirat gyanánt (doktori értekezés, Kolozsvár, 1884)
- A pápák siremlékei. A pápaság történetének határkövei. Gregorovius Ferd. után németből ford. (Budapest, 1886, Olcsó Könyvtár 204.)
- Emlékbeszéd Báró Bánffy Albert ev. ref. kollegiumi főgondnok felett. (Kolozsvár, 1886)
- A halhatatlanság kérdése a klassikus irodalomban (Kolozsvár, 1887, különny. a Protestáns Közlönyből. Dávid Ferenc-egylet kiadványai VIII.)
- Medea, szomorújáték 5 felvonásban. Grillparzer után ford. Budapest, 1888. (Olcsó Könyvtár 242.)
- A kolozsvári nemzeti színház pályadíja. Kolozsvár, 1889.
- Gróf Széchenyi István, mint a társadalom reformátora. A kolozsvári kereskedők és keresk. ifjak társulatában ápr. 8. Széchenyi ünnepélyre írta és felolvasta. (Kolozsvár, 1890)
- Shelley és Ackermann Prometheusa (Kolozsvár, 1890, különny. az Erdélyi Múzeum egylet kiadványaiból VII. 5.)
- Összefüggő részek Thukydides műveiből (Budapest, 1891). (Ismerteti az Egyetemes Philologiai Közlöny, és Hegedűs István válasza).
- Guarinus és Janus Pannonius. (Budapest, 1896)
- Janus Pannonius: Dicsének Jacobus Antonius Marcellusra. (Budapest, 1897)
- Apáczai Cseri János paedagogiai munkái. Összegyüjtötte, a latin beszédeket forditotta, jegyzetekkel ellátta. Budapest, 1899. Online
- Bacchylides költeményei : (görögül és magyarul). Ford. (Budapest, 1903)
- Petrarca "Szózatja" és egyik latin költői levele. (Budapest, 1905)
- Analecta recentiora ad historiam renascentium in Hungaria litterarum spectantia. (Budapest, 1906)
- Menander Redivivus. (Budapest, 1909)
- Schesaeus Ruinae Pannonicae czímű epikus költeménye. (Budapest, 1916)

Szerkesztette a Család és Iskola című lapot 1880. szeptember 1-jétől 1881. október 15-éig Kolozsvárott. Éjféli párbaj és A költő leánya című drámai műveit előadták a kolozsvári Nemzeti Színházban.